# 皮卡定理
皮卡定理是两个不同的数学定理的泛称，由法国数学家埃米爾·皮卡证明。这两个定理都涉及解析函数的值域。

## 定理的表述

### 小定理

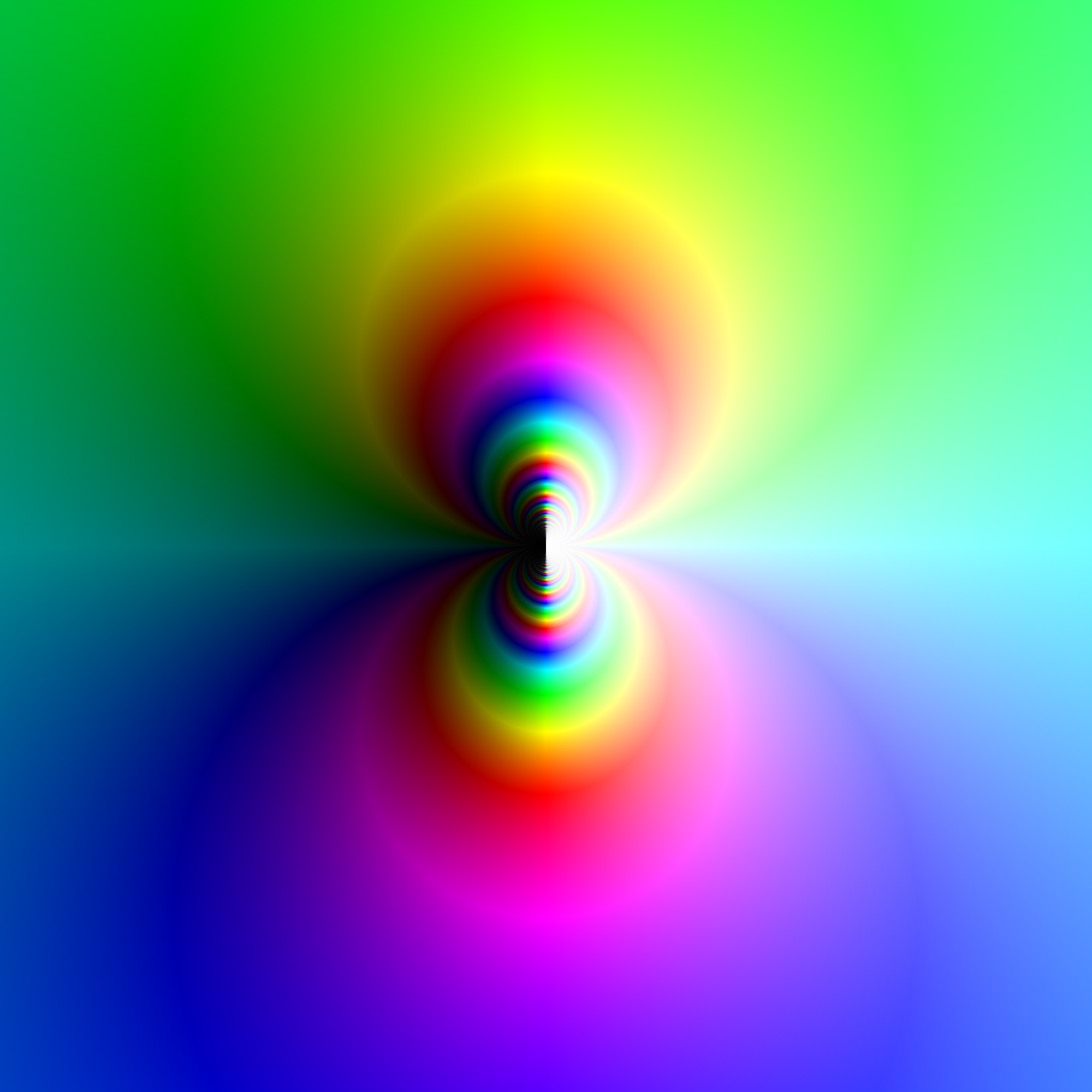
函数exp(1/z)，在z=0处具有本性奇点。z的色相表示它的辐角，而发光度则表示绝对值。这个图像说明了接近于奇点时，可以取得任何非零的值。

皮卡小定理说明，如果复变函数{\displaystyle f(z)}是整函数且不是常数，则{\displaystyle f(z)}的值域或者是整个复平面，或者只去掉一个点。  这个定理在1879年证明。它强化了刘维尔定理：任何不是常数的整函数都一定是无界的。
皮卡的原始证明利用了模λ函數（Modular lambda function）。证明概要如下：若{\displaystyle f(z)}的值域不包含复平面上的两个点，不失一般性地，可以假设{\displaystyle f(z)}的值域不包含0和1，设{\displaystyle w_{0}}是其值域中的点，在这个点附近，可以选取模函数{\displaystyle \lambda (z)}的逆的某个单值解析分支，记作{\displaystyle \lambda ^{-1}(z)}。利用模函数的通用覆盖性和单值性定理，可以将{\displaystyle z_{0}}点（{\displaystyle w_{0}=f(z_{0})}）附近定义的复合映射{\displaystyle \lambda ^{-1}(f(z))}解析延拓到整个复平面上，从而得到一个在复平面上单值解析但有界的函数。根据刘维尔定理，该函数为常函数。因此{\displaystyle f(z)}也是常函数。

### 大定理
皮卡大定理说明，如果{\displaystyle f(z)}在点{\displaystyle w}具有本性奇点，那么在任何含有{\displaystyle w}的开集中，{\displaystyle f(z)}都将取得所有可能的复数值，最多只有一个例外。
这个定理强化了魏尔施特拉斯-卡索拉蒂定理，后者只保证了f的值域在复平面内是稠密的。

## 评论
- 这个“唯一的例外”实际上在两个定理中都是需要的：指数函数ez是一个整函数，永远不能是零。e1/z在0处具有本性奇点，但仍然不能取得零。

- 皮卡大定理在一个更一般的形式中也是正确的，可以应用于亚纯函数：如果M是一个黎曼曲面，w 是M上的一个点，P1C = C∪{∞}表示黎曼球面，f : M \ {w} → P1C是一个全纯函数，在w处具有本性奇点，那么在M的任何含有w的开子集中，函数f都可以取得除了两个点以外的所有P1C的点。

例如，亚纯函数f(z) = 1/(1 − exp(1/z))在z = 0处具有本性奇点，在0的任何邻域内都无穷多次取得值∞；但它无法取得0或1的值。
- 皮卡小定理可以从皮卡大定理推出，因为整函数要么是多项式，要么在无穷远处具有本性奇点。